# Atténuation des biais cognitifs
 (février 2021).

Un biais cognitif est un mécanisme de la pensée, qui cause une déviation du jugement. Le terme biais fait référence à une déviation systématique de la pensée logique et rationnelle par rapport à la réalité.

Un biais cognitif est une distorsion systémique d'un processus cognitif, pouvant survenir à toutes les étapes (recueil des informations, traitement, restitution..) influençant la prise de décision et le jugement.
L’atténuation des biais cognitifs est la réduction et la prévention des effets négatifs des biais cognitifs.
Il n'existe aucune méthodologie cohérente et complète d'atténuation des biais cognitifs. Cet article décrit des outils, des méthodes et d'autres initiatives de "débiaisement" appliqués dans les milieux académiques et professionnels concernés par l'efficacité du raisonnement humain.
Un débat oppose le standard de prise de décision de l'agent économique rationnel à celui fondé sur les besoins sociaux humains et les motivations. Il oppose également les méthodes utilisées pour analyser et prédire la prise de décision humaine, comme l'analyse formelle et l'approche heuristique. Cet article identifie les éléments en lien avec ce débat.

## Contexte
Un grand nombre d'études,,,,,,,,,, ont établi que l'une des caractéristiques des biais cognitifs est de se manifester automatiquement et de manière non consciente. Il en découlerait que, même connaissant l'existence du phénomène, une personne serait incapable de le détecter sur l'instant, et donc d'en atténuer ses manifestations.

## Différentes théories qui émergent
Un nombre croissant d'universitaires et de professionnels identifient des moyens d'atténuer les biais cognitifs. Des exemples notables sont le domaine du « débiaisement ».
De ces travaux découlent plusieurs théories relatives à l'efficacité du raisonnement humain. Dans la plupart des cas, ces travaux sont basés sur la référence explicite aux biais cognitifs ou à l'atténuation de leurs effets. Dans d'autres, elle est implicite. Cette caractérisation est organisée suivant la segmentation historique de ces disciplines, même si dans la pratique, il existe une quantité significative de chevauchements.

### La théorie de la décision
La théorie de la décision, discipline qui plonge ses racines dans l'économie néo-classique, est axée sur le raisonnement humain, le jugement et la prise de décision, principalement dans des « jeux à un tour » entre deux agents, avec ou sans information parfaite. Le fondement théorique de la théorie de la décision suppose que tous les décideurs sont des agents rationnels qui tentent de maximiser l'utilité économique de leur choix, et que pour y parvenir, ils utilisent des méthodes formelles d'analyse telles que les mathématiques, les probabilités, les statistiques, et la logique sous contraintes de ressources cognitives,,.
- La théorie de la décision est dite normative (ou prescriptive) lorsqu’elle concerne ce que les gens devraient faire, compte tenu de leur objectif de maximiser leur utilité. Dans cette approche, il n'est jamais fait explicitement mention de facteurs inconscients tels que les biais cognitifs ; c'est-à-dire que tous les facteurs sont considérés comme des choix logiques de paramètres objectifs, amenant les agents à une prise de décision consciente et rationnelle. Dans ce modèle, les déviations sont des « erreurs irrationnelles ». Cette conception implique que l'atténuation des biais cognitifs ne peut être atteinte qu’en faisant en sorte que les décideurs deviennent davantage des agents rationnels.

- La théorie de la décision positive ou descriptive se préoccupe de ce que les gens font réellement. Dans cette approche, le comportement « irrationnel » d'un agent est acceptée et considérée comme un élément de prise de décision. Les écarts par rapport à ce qu'un agent rationnel ferait, montre la part d'éléments irrationnels comme variable décisionnelle importante.

### La théorie des jeux
La théorie des jeux, une discipline qui plonge ses racines dans l'économie et la dynamique des systèmes, est une méthode d'étude de la prise de décision stratégique dans des situations impliquant des interactions multi-étapes avec plusieurs agents avec ou sans information parfaite. Comme pour la théorie de la décision, le fondement théorique de la théorie des jeux suppose que tous les décideurs sont des agents rationnels qui essaient de maximiser la valeur économique attendue de leurs choix et qu'ils utilisent des méthodes analytiques formelles telles que les mathématiques, les probabilités, les statistiques, et la logique sous contraintes de ressources cognitives,,,.
Une différence majeure entre la théorie de la décision et la théorie des jeux est la notion d '« équilibre », une situation dans laquelle tous les agents s'accordent sur une stratégie parce que toute déviation par rapport à cette stratégie punit l'agent déviant. Malgré les preuves analytiques de l'existence d'au moins un équilibre dans un large éventail de scénarios, les prédictions de la théorie des jeux, comme celles de la théorie de la décision, ne correspondent pas souvent aux choix humains réels. Comme dans le cas de la théorie de la décision, les praticiens ont tendance à considérer ces écarts comme « irrationnels » et, plutôt que de tenter de modéliser un tel comportement, supposent que l'atténuation des biais cognitifs ne peut être atteinte que par les décideurs.
Dans la gamme complète des modèles de théorie des jeux, beaucoup ne garantissent pas l'existence d'équilibres, c'est-à-dire qu'il existe des situations conflictuelles où aucun ensemble de stratégies n'est accepté par tous les agents. Cependant, même lorsque des équilibres théoriques existent, c'est-à-dire lorsque des stratégies de décision optimales sont disponibles pour tous les agents, dans la vraie vie, les décideurs les trouvent rarement ; en effet, ils semblent parfois même ne pas essayer de les trouver, ce qui suggère que certains agents ne soient pas toujours « rationnels ». La théorie des jeux ne semble pas tenir compte d'un agent autre que l'agent rationnel.

### L'économie comportementale
Contrairement à l'économie néoclassique et à la théorie de la décision, à l'économie comportementale et aux domaines connexes, la finance comportementale considère explicitement les effets des facteurs sociaux, cognitifs et émotionnels sur les décisions économiques des individus. Ces disciplines combinent les connaissances de la psychologie et de l'économie néo-classique pour atteindre cet objectif,,.
La théorie des perspectives a été une première inspiration pour cette discipline et a été développée par ses praticiens. C'est l'une des premières théories économiques qui reconnaissent explicitement la notion de biais cognitif, même si le modèle lui-même n'en compte que quelques-uns, notamment l'aversion aux pertes, le biais d'ancrage et d'ajustement, l'effet de dotation et peut-être d'autres. Aucune mention n'est faite de l'atténuation des biais cognitifs dans la théorie formelle des perspectives, et il n'y a aucune preuve de travail révisé par des pairs sur l'atténuation des biais cognitifs dans d'autres domaines de cette discipline.
Cependant, Daniel Kahneman et d'autres ont récemment écrit des articles dans des revues commerciales traitant de la notion d'atténuation des biais cognitifs sous une forme limitée. Ces contributions affirment que l'atténuation des biais cognitifs est nécessaire et offrent des suggestions générales sur la façon de l'atteindre, bien que les conseils soient limités à quelques biais cognitifs et ne soient pas généralisables de façon évidente aux autres.

### La neuroéconomie
La neuroéconomie est une discipline rendue possible par les progrès des technologies d'imagerie de l'activité cérébrale. Cette discipline fusionne certaines des idées de l'économie expérimentale, de l'économie comportementale, des sciences cognitives et des sciences sociales dans le but de mieux comprendre la base neuronale de la prise de décision humaine.
Les expériences d'imagerie par résonance magnétique fonctionnelle (IRMf) suggèrent que le système limbique est constamment impliqué dans la résolution des situations de décision économique qui ont une valence émotionnelle. L'hypothèse est que cette partie du cerveau humain est impliquée dans la création des écarts observés par rapport aux choix rationnels des agents. Les praticiens de cette discipline ont démontré des corrélations entre l'activité cérébrale dans cette partie du cerveau et l'activité de prospection, et il a été démontré que l'activation neuronale a des effets mesurables et constants sur la prise de décision,,,,.
Ces résultats, considérés comme spéculatifs et préliminaires, suggèrent néanmoins la possibilité d'une identification, en temps réel, des états cérébraux associés à la manifestation des biais cognitifs, et la possibilité d'interventions ciblées au niveau neuronal pour les atténuer.

### La psychologie cognitive
Plusieurs courants d'investigation dans cette discipline sont remarquables pour leur pertinence possible en matière d'atténuation des biais cognitifs.
Une approche de l'atténuation proposée à l'origine par Daniel Kahneman et Amos Tversky, développée par d'autres et appliquée dans des situations réelles, est la prévision de classe de référence. Cette approche comporte trois étapes :
- Avec un projet spécifique en tête, identifier un certain nombre de projets antérieurs qui partagent un grand nombre d'éléments avec le projet sous examen.
- Pour ce groupe de projets, établir une distribution de probabilité du paramètre en cours de prévision.
- Comparer le projet spécifique avec le groupe de projets similaires, afin d'établir la valeur la plus probable du paramètre sélectionné pour le projet spécifique.

Cette méthode simplement énoncée masque la complexité potentielle de l'application à des projets réels : peu de projets sont caractérisables par un seul paramètre ; plusieurs paramètres compliquent de façon exponentielle le processus ; la collecte de données suffisantes sur lesquelles construire des distributions de probabilité robustes est problématique ; et les résultats des projets sont rarement équivoques et leurs interprétations sont souvent faussées par les intérêts des parties prenantes. Néanmoins, cette approche est justifiée dans le cadre d'un protocole d'atténuation des biais cognitifs lorsque le processus est appliqué avec un maximum de diligence, dans des situations où des données fiables sont disponibles et où toutes les parties prenantes peuvent coopérer.
Concept ancré dans les considérations sur les mécanismes réels du raisonnement humain, la rationalité limitée peut apporter des progrès significatifs dans l'atténuation des biais cognitifs. Conçu à l'origine par Herbert A. Simon dans les années 1960 et conduisant au concept de satisfaction plutôt qu'à l'optimisation, cette idée trouve une expression expérimentale dans l'œuvre de Gerd Gigerenzer et d'autres. Une piste du travail de Gigerenzer a abouti à une conception du raisonnement comme un mécanisme « rapide et frugal », et mettait l'accent sur la primauté de la « reconnaissance » dans la prise de décision, soutenue par des heuristiques de résolution de problèmes fonctionnant dans un environnement à faibles ressources cognitives. Dans une série de tests objectifs, les modèles basés sur cette approche ont surpassé les modèles établis sur des agents rationnels maximisant leur utilité en utilisant des méthodes analytiques formelles. Une des contributions à une théorie et à une pratique de l'atténuation des biais cognitifs offerte par cette approche est qu'elle aborde l'atténuation sans cibler explicitement les biais cognitifs individuels et se concentre sur le mécanisme de raisonnement lui-même pour éviter la manifestation de biais cognitifs.
L'entraînement situationnel intensif est capable de fournir aux individus ce qui semble être une atténuation des biais cognitifs dans la prise de décision, mais équivaut à une stratégie fixe de sélection de la meilleure réponse aux situations reconnues, quel que soit le « bruit » dans l'environnement. Des études et des anecdotes rapportées dans des médias populaires, de capitaines de pompiers, de chefs de pelotons militaires et d'autres personnes faisant des jugements rapides et corrects sous une contrainte extrême suggèrent que ces réponses ne sont pas généralisables et ne peut contribuer à une théorie ainsi qu'à une pratique d'atténuation des biais cognitifs que l'idée générale d'un entraînement intensif dans un domaine spécifique.
De même, une formation de niveau expert dans des disciplines fondamentales telles que les mathématiques, les statistiques, les probabilités, la logique, etc. peut être utile pour l'atténuation des biais cognitifs lorsque le niveau de performance attendu reflète ces méthodes analytiques formelles. Cependant, une étude de concepteurs de logiciels informatiques suggère que pour la tâche d'estimation des projets de logiciel, malgré l'aspect analytique fort de cette tâche, les normes de performance se concentrant sur le contexte social du lieu de travail étaient beaucoup plus dominantes que les méthodes analytiques formelles. Cette constatation, si elle est généralisable à d'autres tâches et disciplines, contredirait l'idée selon laquelle la formation d'expert permet d'atténuer les biais cognitifs et pourrait apporter une idée étroite, mais importante à la théorie et à la pratique de l'atténuation des biais cognitifs.
Les expériences de laboratoire dans lesquelles l'atténuation des biais cognitifs est un objectif explicite sont rares. Une étude de 1980 a exploré la notion de réduction du biais d'optimisme en montrant aux sujets les raisonnements d'autres sujets, avec pour résultat que leur prise de décision subséquente a quelque peu été débiaisée.
Un récent travail de recherche mené par Morewedge et ses collègues (2015) a mis en évidence des formes de débiaisement applicables à tous les domaines. Dans deux expériences longitudinales, les techniques d'entraînement au débiaisement avec des jeux interactifs suscitant six biais cognitifs (ancrage, biais aveugle, biais de confirmation, erreur d'attribution fondamentale, biais de projection et représentativité), ont fourni aux participants une rétroaction individualisée ainsi que des stratégies d'atténuation, permettant ainsi une réduction immédiate de plus de 30% de la survenue des biais et une réduction à long terme (2 à 3 mois plus tard) de plus de 20%. Les vidéos pédagogiques étaient également efficaces, cependant moins efficaces que les jeux.

### La psychologie évolutionniste
Cette discipline défie explicitement la vision répandue selon laquelle les humains sont des agents rationnels qui maximisent la valeur et/ou l'utilité attendue, en utilisant des méthodes analytiques formelles pour le faire. Des praticiens comme Cosmides, Tooby, Haselton, Confer et d'autres postulent que les biais cognitifs font référence à ce qu'il conviendrait davantage d'appeler des heuristiques cognitives, qui devraient être considérées comme une boîte à outils de raccourcis cognitifs,,, sélectionnés par la pression évolutive et comme des caractéristiques plutôt que des défauts, dans la vue prédominante. Les modèles théoriques et les analyses soutenant ce point de vue sont nombreux. Cette vue suggère que les résultats négatifs de raisonnement proviennent principalement du fait que les défis de raisonnement auxquels sont confrontés les humains modernes et le contexte social et politique dans lequel ils sont présentés imposent des exigences à notre ancienne « boîte à outils heuristique » qui au mieux crée la confusion dans une situation donnée, et au pire génère ce que les partisans de la vue dominante appellent des « erreurs de raisonnement ».
Dans la même veine, Mercier et Sperber décrivent une théorie du biais de confirmation, et peut-être d'autres biais cognitifs, qui s'écarte radicalement du point de vue dominant selon lequel le raisonnement humain est destiné à aider les décisions économiques individuelles. Leur point de vue suggère qu'il a évolué en tant que phénomène social et que le but était l'argumentation, c'est-à-dire de convaincre les autres et de faire attention lorsque d'autres tentent de nous convaincre. Il est trop tôt pour dire si cette idée s'applique plus généralement à d'autres biais cognitifs, mais le point de vue soutenant cette théorie peut être utile dans la construction d'une théorie et d'une pratique de l'atténuation des biais cognitifs.
Il y a une convergence émergente entre la psychologie évolutionniste et le concept selon lequel notre mécanisme de raisonnement est séparé (approximativement) entre « Système 1 » et « Système 2 ». Selon ce point de vue, le Système 1 est la « première ligne » du traitement cognitif de toutes les perceptions, y compris les « pseudo-perceptions » générées automatiquement, produisant automatiquement, inconsciemment et quasi instantanément des jugements émotivement chargés de leur effet probable sur le bien-être de l'individu. En revanche, le Système 2 est responsable du « contrôle exécutif », prenant les jugements du Système 1 comme des conseils, faisant des prédictions futures sur leur validité grâce à la prospection, puis choisissant les meilleurs conseils (s'il en est) à partir desquels agir. De ce point de vue, le système 2 est lent, simple et paresseux, n'égalant généralement pas les avertissements du système 1 et ne les surpassant que lorsqu'il est intensément entraîné pour le faire. Dans cette perspective, notre « boîte à outils heuristique » réside en grande partie dans le système 1, se conformant à l'idée que les biais cognitifs sont inconscients, automatiques et  très ardus à détecter et à contourner. Les praticiens de la psychologie évolutionniste soulignent que notre boîte à outils heuristique, en dépit de l'abondance apparente des « erreurs de raisonnement » qui lui sont attribuées, fonctionne exceptionnellement bien, étant donné la vitesse à laquelle elle doit fonctionner, la gamme de jugement qu'elle produit et les enjeux. La conception système 1/système 2 du mécanisme de raisonnement humain semble avoir une plausibilité empirique (voir Neuroscience, ci-après) et peut donc contribuer à une théorie et à une pratique de l'atténuation des biais cognitifs.

### Les neurosciences
Les neurosciences offrent un support empirique au concept de la séparation du mécanisme de raisonnement humain entre le système 1 et le système 2, comme décrit ci-dessus, basé sur des expériences d'imagerie de l'activité cérébrale en utilisant la technologie IRMf. Bien que cette notion doive rester spéculative jusqu'à ce que davantage de travail soit fait, elle semble être une base productive pour concevoir des options permettant de construire une théorie et une pratique d'atténuation du biais cognitif,.

### L'anthropologie
Les anthropologues ont fourni des scénarios généralement acceptés,,,, sur la façon dont nos progéniteurs vivaient et ce qui était important dans leur vie. Ces scénarios d'organisation sociale, politique et économique ne sont pas uniformes à travers l'histoire ou la géographie, mais il y a une certaine stabilité tout au long de l'ère paléolithique, et de l'Holocène en particulier. Ceci, avec les découvertes de la psychologie évolutionniste et de la neuroscience ci-dessus, suggère que nos heuristiques cognitives sont à leur meilleur dans un environnement social, politique et économique proche de celui du Paléolithique / Holocène. Si cela est vrai, alors un moyen possible d'obtenir au moins une atténuation des biais cognitifs consiste à imiter autant que possible les scénarios sociaux, politiques et économiques du paléolithique et de l'holocène lorsque l'on effectue une tâche de raisonnement en proie aux effets négatifs de biais cognitifs.

### Ingénierie de la fiabilité humaine
Un certain nombre de paradigmes, méthodes et outils pour améliorer la fiabilité de ses performances,,,, ont été développés dans la discipline de l'ingénierie de la fiabilité humaine. Bien qu'il y ait une certaine attention accordée au mécanisme de raisonnement humain lui-même, l'approche dominante consiste à anticiper les situations problématiques, à contraindre les opérations humaines par des mandats de processus et à guider les décisions humaines par des protocoles de réponse spécifiques au domaine concerné. Bien que cette approche puisse produire des réponses efficaces aux situations critiques sous stress, les protocoles impliqués doivent être considérés comme ayant une généralisation limitée au-delà du domaine pour lequel ils ont été développés, avec pour implication que les solutions dans cette discipline ne puissent fournir que des cadres génériques à une théorie et à une pratique de l'atténuation des biais cognitifs.

### Apprentissage automatique
L'apprentissage automatique, une branche de l'intelligence artificielle, a été utilisé pour étudier l'apprentissage humain et la prise de décision.
Une technique particulièrement applicable à l'atténuation du biais cognitif est l'apprentissage en réseau neuronal et la sélection de choix, une approche inspirée par la structure et la fonction imaginée des réseaux neuronaux réels dans le cerveau humain. La structure multicouche et interconnectée de collecte et de propagation des signaux, typique des modèles de réseaux neuronaux où les poids régissent la contribution des signaux à chaque connexion, permet à de très petits modèles d'effectuer des tâches de prise de décision plutôt complexes à haute fidélité.
En principe, de tels modèles sont capables de modéliser la prise de décision qui tient compte des besoins et des motivations humaines dans les contextes sociaux, et suggèrent leur prise en compte dans une théorie et dans une pratique de l'atténuation des biais cognitifs. Des obstacles à la réalisation de cette possibilité persistent : accumuler une quantité considérable « d'ensembles d'apprentissage » du monde réel appropriés pour la partie du réseau neuronal de tels modèles ; caractériser les situations et les résultats de la prise de décision dans la vie réelle afin de diriger efficacement les modèles ; et l'absence de schéma liant structure interne d'un réseau de neurones et composantes du mécanisme de raisonnement humain.

### Conception de logiciels
Cette discipline, bien qu'elle ne soit pas axée sur l'amélioration des résultats du raisonnement humain en tant qu'objectif final, est une discipline dans laquelle la nécessité d'une telle amélioration a été explicitement reconnue, bien que le terme « atténuation des biais cognitifs » ne soit pas universellement utilisé.
Une étude identifie des mesures spécifiques pour lutter contre les effets du biais de confirmation dans certaines phases du cycle de vie du développement d'un logiciel.
Une autre étude prend du recul par rapport aux biais cognitifs et décrit un cadre d'identification des « normes de performance », critères par lesquels les résultats du raisonnement sont jugés corrects ou incorrects, afin de déterminer quand l'atténuation des biais cognitifs est nécessaire pour guider l'identification des biais pouvant survenir dans une situation réelle, et ensuite de prescrire leurs atténuations. Cette étude fait référence à un vaste programme de recherche dans le but d'évoluer vers une théorie et une pratique de l'atténuation des biais cognitifs.

### Autres disciplines
D'autres initiatives visant directement une théorie et une pratique de l'atténuation des biais cognitifs peuvent exister dans d'autres disciplines sous différentes étiquettes que celles utilisées ici.

## Voir également
- Théorie critique
- Pensée critique
- Débiaisement
- Liberté d'opinion
- Libre-pensée
- Logique